# جورج إي. كيمبل
جورج إي. كيمبل (بالإنجليزية: George E. Kimball)‏ هو كيميائي أمريكي، ولد في 12 يوليو 1906 في شيكاغو في الولايات المتحدة، وتوفي في 6 ديسمبر 1967 في بيتسبرغ في الولايات المتحدة.